# Pentaedro
En geometría  euclidiana del espacio, un pentaedro  (del griego πέντε "cinco" y ἕδρα "asiento") es un poliedro de cinco caras. Los hay de dos tipos:
- Con una única cara que es región cuadrilátera y las cuatro caras restantes que son regiones triangulares; es decir, una pirámide 
, que será regular o irregular según la naturaleza de la base.
- Con tres caras con forma de cuadriláteros adyacentes y dos caras triangulares no adyacentes (opuestas); esto es, un prisma triangular, un tronco u otro tipo de pirámide triangular truncada. A este tipo se puede incluir un tetraedro truncado.
- No puede haber pentaedros regulares, en el sentido de tener caras iguales e igual número de aristas concurrentes en cada vértice poliedral; es decir, no hay un sólido platónico de cinco caras.

Dos ejemplos de pentaedro:
| Nombre            | Imagen | Vértices | Aristas | Caras | Caras por tipo           |
| ----------------- | ------ | -------- | ------- | ----- | ------------------------ |
| Pirámide cuadrada |        | 5        | 8       | 5     | 4 triángulos 1 cuadrado  |
| Prisma triangular |        | 6        | 9       | 5     | 2 triángulos 3 cuadrados |

## Simetrías
- La pirámide cuadrada es simétrica respecto del eje que pasa por el vértice y el centro del cuadrado; también lo es respecto a los planos que pasan por las diagonales y el vértice de la pirámide.Finalmente es simétrica respecto de los planos perpendiculares al cuadrado y bisecan a los lados opuestos de la base. En total hay 4 planos de simetría.[1]

- El prisma triangular regular tiene  tres planos de simetría, cada cual pasa por una arista lateral y biseca la cara opuesta (rectángulo). Además el plano que pasa por los puntos medios de las aristas laterales es un plano de simetría.[2]

## Fundamentos y referencias
1. ↑  Zaldívar: "Introducción a la teoría de grupos" ISBN 978-970-32-3871-2
2. ↑  Zaldívar: Ibídem